# Épisodes de Deux flics sur les docks
Cet article présente la liste des épisodes de la série télévisée française Deux flics sur les docks.

## Distribution

### La Police
- Jean-Marc Barr : Capitaine Richard Faraday
- Bruno Solo : Capitaine Paul Winckler
- Mata Gabin : Commissaire divisionnaire Lucie Dardenne
- Liza Manili : Lieutenant Julie Fabian, nouvelle recrue
- Guillaume Viry : Bill Gates, spécialiste en informatique
- Daniel Carraz : Michel, de l'Identité judiciaire (épisodes 1-8)
- Michel Scotto di Carlo : Michel, de l'Identité judiciaire (épisode 9-10)
- Stéphane Jobert : Daniel, enquêteur (épisodes 1-2)

### Autres
- Emmanuel Salinger : Bazza Swaty, homme d'affaires véreux, parrain local, et ami d'enfance de Winckler
- Jean-Marie Hallégot : Lulu, fils sourd-muet de Faraday
- Julien Boulenguiez : Jimmy, chauffeur/garde du corps de Bazza Swaty (épisodes 1-8 et 10)
- Agathe Dronne : Mary Devlin, journaliste ayant une relation avec Faraday (épisodes 1-3)
- Mélanie Tran : Laurie Swaty, fille de Bazza Swaty (épisodes 1-2)
- Lucie Boujenah : Laurie Swaty (épisode 7)
- Évelyne Istria : Maria Swaty, mère de Bazza Swaty (épisodes 3 et 7)

## Liste des épisodes

### Épisode 1:Les Anges brisés
- France : 11 novembre 2011 sur France 2

- France : 3,76 millions de téléspectateurs (première diffusion)[1]

- Valérie Moreau : Mère de Doodie
- Hélène Foubert : Angèle Denis
- Samen Télesphore Teunou : Doodie
- Djibril Pavadé : Toni Levernois
- Ivan Herbez : Mahmoud Niamat
- Iliona Blanc : Louise Abeka
- Cédric Dutot : Radovan Belic
- Bernard Vercier : Automobiliste
- Alexandre Le Provost : Entraîneur
- Jacky Lemesle : Gardien d'immeuble
- Mathieu Létuvé : Flic
- Nadine Alari : Valérie Cartier
- Camille Japy : Jeanne Chambert

### Épisode 2:Lignes blanches
- France : 18 novembre 2011 sur France 2

- France : 3,87 millions de téléspectateurs (première diffusion)[2]

- Garlan Le Martelot : Kevin Dorcel
- Anne Baudoux : Mère de Loïc Chauvet
- François Deblock : Loïc Chauvet
- Jean-Yves Chilot : Emmanuel Nobécourt
- Bernard Nissille : Maître Martin Duparc
- Jean-Gabriel Nordmann : Bertrand Dorcel
- Yassine Azzouz : Djamel Azima
- Azdine Keloua : Mo
- Issame Chayle : Sma
- M'Barek Belkouk : Rachid
- Thierry Ragueneau : Policier financière
- Nicolas Moy : Médecin hôpital
- Jean-Marc Touttain : Brigadier Maison Musique
- Corinne Belet : Femme taxi

### Épisode 3:Mauvaise Pente
- France : 2 novembre 2012 sur France 2

- France : 3,18 millions de téléspectateurs (première diffusion)[3]

- Antoine Oppenheim : Brice Torrens
- Stéphanie Fatout : Mme Calvet
- Léa Wiazemsky : Sarah Ledoyen
- Jean-Pierre Stewart : Raoul Duvernois
- Chloé Berthier : Nathalie Lubac
- Tom Hygreck : Dimitri Lomet
- Jean-Marc Boissé : Capitaine Carpentier
- Catherine Vion : Mme Villardière
- Jean-Pierre Guiner : Antoine Calvet
- Olivier Gosselin : Marcel
- Vincent Dela: Responsable funiculaire

### Épisode 4:Du sang et du miel
- France : 9 novembre 2012 sur France 2

- France : 3,60 millions de téléspectateurs (première diffusion)[4]

- Carolina Jurczak : Maddox
- Bernard Bloch : Pelly
- Michel Bompoil : Jean-Michel Vannier
- Magdalena Malina : Jasmila
- Benjamin Baroche : Maître Bertin
- Emmanuel Vieilly : Olivier Rousseau
- Toni Hristov : Miklos Radivoy
- Michelle Loubet : Madame Parat
- Alain Berlioux : Professeur Charvet
- Aurélie Valetoux : Infirmière Scanner
- Pierre Morineau : Vieil homme
- Corinne Belet : Légiste
- Jérôme Boyer : Chauffeur
- Gil de Murger : voyou cagoulé
- Olivier Gosselin : Marcel
- Vincent Grass : Benoît Lebihan

### Épisode 5:La Nuit du naufrage
- France : 6 décembre 2013 sur France 2

- France : 3,78 millions de téléspectateurs (première diffusion)[5]

- Jean-Pierre Becker : Bernard le saoult
- Stéphane Butet : Christophe Cuvelier
- Vincent Haquin : Gervais Berlin
- Thierry Samitier : Jacques Kilian
- Xavier Brière : Ambroise Pilorget
- Sébastien Vandenberghe : Andreï Hrouchevsky
- Camille Bardery : Gaby Kilian
- Michèle Bordier : Marie Pilorget
- Jean-Marc Touttain : Philippe Balaga
- Philippe Faure : Julien Vick
- Françoise Le Plénier : Jenny Cuvelier
- Arnaud Cassand : Directeur TK conserverie
- Valérie Thoumire : Médecin hôpital
- Léaum Tritz : Martin Pilorget

### Épisode 6:Coups sur coups
- France : 13 décembre 2013 sur France 2

- France : 3,50 millions de téléspectateurs (première diffusion)[6]

- Grégoire Oestermann : Dr Ricœur
- Boris Rehlinger : Yan
- Stéphanie Lanier : Hanna Swaty
- Hélène Kuhn : Shirley Doucet
- Nicolas Jouhet : Antoine Doucet
- Alain Lahaye : Directeur de la clinique Océan
- Gaëlle Voukissa : Firmine
- Mitchiko Foussadier : Fumeï Amiko
- Éric Bougnon : Nick Turlain
- Isabelle Gozard : Mme Tayeb
- Kamel Abdelli : Momar Tayeb
- Emeline Fremont : Léa Chaumont, anesthésiste
- Linda Bouhenni : Leïla-Marie Tayeb
- Florent Tran : Brice Bayou
- Bruno Mary : Agent de sécurité

### Épisode 7:Une si jolie mort
- France : 24 octobre 2014 sur France 2

- France : 3,57 millions de téléspectateurs (première diffusion)[7]

- Marie-Sophie Ferdane : Manuela Lopez
- Tabaré Dutto-Canto : Mathieu Berrimand
- Sophie de Fürst : Rachel Berger, la victime
- Isabelle Montoya : Jax
- Thomas de Montgolfier : Gabriel Lavaud
- Mathieu Lourdel : Coco Clown
- Nicolas Moreau : Juge Spira
- Gabrielle Forest : Madeleine Dargaud
- Loréna Felei : Maître Hua
- Vincent Aguesse : Olivier Berger
- Marie Pion : Sandrine Berger
- Clovis Fouin : Théo lafaure

### Épisode 8:Chapelle ardente
- France : 31 octobre 2014 sur France 2

- France : 3,58 millions de téléspectateurs (première diffusion)[8]

- Marina Golovine : Lucie Vallini
- Matheo Capelli : Marco Vallini
- Jules Pélissier : Thomas
- Maxime Lombard : Giuseppe Vallini
- Kelyaah Djessi Moukete : Kandé Kamara
- Dan Kostenbaum : Père Jérôme
- Fabien Baiardi : Davy Chaouche
- Mauricette Gourdon : Odette
- Gaël Tavares : Sénami Doucouré
- Pascal Taburet : M. Bouvet
- Virginie Kotlinski : Mme Bouvet
- François Creton : Klizan
- Maimouna Toure : Sourou
- Thierry Nenez : Le mécanicien
- Damien Taranto : Neiman
- Philippe Soutan : Le surveillant
- Corinne Belet : La légiste de la morgue
- Jérôme Chappatte : Père Bastien

### Épisode 9:Longue distance
- France : 18 mars 2016 sur France 2

- France : 3,72 millions de téléspectateurs (15,6 %) (première diffusion)[9]

- Nicolas Woirion : Benoit Janin
- Ariane Séguillon : Myriam Meriles
- Antoine Basler : Alex Cassard
- Haris Resic : Lieutenant Pageski
- Karine Belly : Erika Maïer
- Valérie Kéruzoré : Lila Suard
- Luc-Antoine Diquéro : Kevin Bontemps
- Norbert Haberlick : Serge Cabanier
- Charlotte Poutrel : Louise Rivière
- Philippe Cotten : M. Stanislas
- Graziella Delerm : Mme Karine Stanislas
- Isabelle Cagnat : Muriel Leveque
- Loréna Felei : Avocate de Cabanier
- Pascal Parmentier : Responsable surplus
- Frédéric Dessains : Xavier Gallat
- Joël Lefrançois : Tony Bataille

### Épisode 10:Visa pour l'enfer
- France : 25 mars 2016 sur France 2

- France : 3,83 millions de téléspectateurs (16,3 %) (première diffusion)[10]

- Xavier Schliwanski : Grigor Nevski
- Aymeric Lecerf : Ange Tessardi
- Laetitia Pembele Kandi : Leila Manouf
- François Hautesserre : Manutentionnaire 1
- Sylvain Begert : Manutentionnaire 2
- Franck Jolly : Victor Barnier
- Cédric Bernard : Capitaine de l'Ambrosio
- Catherine Aymerie : Voisine de Vanot
- Pascale Mariani : Infirmière CHU
- Corinne Belet : Légiste morgue
- Gilles Graveleau : Rédacteur en chef
- Clément Fasquel : Infirmier bloc
- Benoit Carlus : Professeur d'université
- Babetida Sadjo : Fati
- Léontina Fall : Kanou
- Fadily Camara : Aouane
- Nicolas Thiery : Franck
- Joséphine Thoby : Flora

### Épisode 11:Justices
- France : 11 novembre 2016 sur France 2

- France : 3,362 millions de téléspectateurs (14,2 %) (première diffusion)[11]

### Épisode 12:Amours mortes
- France : 18 novembre 2016 sur France 2

- France : 3,946 millions de téléspectateurs (16,1 %) (première diffusion)

- Serge Biavan : David Narcisse
- Lyna Khoudri : Amandine Sayad
- Grégoire Didelot : Sam Narcisse
- Maryam Zghal : Véra Sayad
- Laurence Cordier : Marianne Narcisse

## Audiences
| N° | Épisode             | Date de diffusion | Téléspectateurs | Part d'audience |
| -- | ------------------- | ----------------- | --------------- | --------------- |
| 1  | Les Anges brisés    | 11 novembre 2011  | 3 760 000       | 15,0 %          |
| 2  | Lignes blanches     | 18 novembre 2011  | 3 870 000       | 15,0 %          |
| 3  | Mauvaise Pente      | 2 novembre 2012   | 3 180 000       | 12,6 %          |
| 4  | Du sang et du miel  | 9 novembre 2012   | 3 600 000       | 13,9 %          |
| 5  | La Nuit du naufrage | 6 décembre 2013   | 3 780 000       | 15,4 %          |
| 6  | Coups sur coups     | 13 décembre 2013  | 3 500 000       | 13,8 %          |
| 7  | Une si jolie mort   | 24 octobre 2014   | 3 571 000       | 14,1 %          |
| 8  | Chapelle ardente    | 31 octobre 2014   | 3 578 000       | 14,9 %          |
| 9  | Longue distance     | 18 mars 2016      | 3 717 000       | 15,6 %          |
| 10 | Visa pour l'enfer   | 25 mars 2016      | 3 827 000       | 16,3 %          |
| 11 | Justices            | 11 novembre 2016  | 3 362 000       | 14,2 %          |
| 12 | Amours mortes       | 18 novembre 2016  | 3 946 000       | 16,1 %          |

Légende :
- Les plus hauts chiffres d'audience
- Les plus bas chiffres d'audience
- (*) : Programme leader de la soirée